# Grey Damon
Pour les articles homonymes, voir Damon.
Grey Damon, né le 24 septembre 1987 à Bloomington (Indiana), est un acteur américain.
Il est connu pour son rôle de Jack Gibson dans la série télévisée américaine Grey's Anatomy : Station 19, le second spin-off de Grey's Anatomy ainsi que pour son rôle d’Andrew dans le film d’horreur L'Exorcisme de Hannah Grace au cinéma.

## Biographie

### Carrière
En octobre 2017, il rejoint le casting de la série Grey's Anatomy : Station 19, le second spin-off de Grey's Anatomy dans le rôle de Jack Gibson, aux côtés de Jaina Lee Ortiz, Jason George et Danielle Savre. La série est diffusée depuis le 22 mars 2018 sur ABC.

## Filmographie

### Cinéma
- 2010 : The Devil Within (en) de Tom Hardy : John
- 2013 : Percy Jackson : La Mer des Monstres de Thor Freudenthal : Chris Rodriguez
- 2013 : Old Boy de Spike Lee : Joe Doucett jeune
- 2017 : Sex Guaranteed de Todd Barnes et Brad Barnes : Kevin
- 2018 : L'Exorcisme de Hannah Grace (The Possession of Hannah Grace) de Diederik van Rooijen : Andrew Kurtz

### Télévision
- 2009 : 90210 Beverly Hills : Nouvelle Génération : le serveur (saison 1, épisode 15)
- 2009 : Retour à Lincoln Heights : Serge (saison 4, épisode 6)
- 2010 : The Odds (téléfilm) : Zach Klein
- 2010 : Greek : Hunter (saison 3, épisode 14)
- 2010 : 10 Things I Hate About You : Trey (saison 1, épisode 14)
- 2010 : True Blood : Kitch Maynard (saison 3, épisodes 4, 6 et 11)
- 2010 : The Whole Truth : Todd Engler (saison 1, épisode 1)
- 2010 - 2011 : Friday Night Lights : Hastings Ruckle (saison 5, 13 épisodes)
- 2011 : The Nine Lives of Chloe King : Brian Rezza (saison 1, 10 épisodes)
- 2012 : The Secret Circle : Lee LaBeque (saison 1, épisodes 10 à 16)
- 2013 : American Horror Story : Archie Brener (saison 3, épisode 1)
- 2013 - 2014 : Twisted : Archie Yates (saison 1, 11 épisodes)
- 2014 : Star-Crossed : Grayson Montrose (saison 1, 13 épisodes)
- 2015 - 2016 : Aquarius : Brian Shafe (26 épisodes)
- 2017 : The Magicians : Dryad (saison 2, épisode 8)
- 2016 - 2017 : The Flash : Sam Scudder/Mirror Master (saison 3, épisodes 4 et 19)
- depuis 2018 : Grey's Anatomy : Station 19 : Jack Gibson (rôle principal)

### Autre participation
- 2011 : clip vidéo de Destinee & Paris (en) : True Love